# 檜山偶聯反應
檜山偶联反应（檜山カップリング），由日本化学家康夫畑中（日语：／ Yasuo Hatanaka）和檜山爲次郎（日语：／ Hiyama Tamejirou）在1988年首先报道。
钯或镍催化的芳基、烯基、烷基卤化物或拟卤（如三氟甲磺酸酯）与有机硅烷之间的交叉偶联反应。
与 Suzuki反应类似，这个反应也需要活化剂，如氟离子（TASF、TBAF）或碱（如氢氧化钠、碳酸钠）。 此反应有诸多优点，包括高原子经济、对环境影响小、有机硅试剂容易储存、易于操作、低毒性、反应条件温和、产率和选择性高以及对其他官能团的耐受性较好等。 但对硅保护基的不兼容性，有机硅的制备不易以及活化剂的昂贵，在一定程度上限制了此反应的应用。
Hiyama 等人最初研究的反应是在氯化烯丙基鈀二聚物催化、HMPA为溶剂、TASF作为氟离子源之下，1-碘萘与三甲基乙烯基硅烷偶联为1-乙烯基萘的反应。

## 反应机理
反应催化循环经过氧化加成、转金属、顺反异构化和还原消除几步，见 此图 （页面存档备份，存于）。其中关键是用氟离子把有机硅中低极化的 Si–R 键活化，以便进行金属交换。

## 拓展
1、用末炔与四甲基二硅氧烷 或六甲基环三硅氧烷原位生成烯基卤进行反应。
2、氯化镍、LiHMDS和去甲麻黄碱存在下，以氟化铯作氟离子源，仲卤代烃与有机硅之间的偶联：